# Yves de Kervéguen
Yves Le Coat de Kervéguen est un homme politique français de droite, né le 21 février 1925 à Paris et mort le 7 septembre 2007 à Magny-en-Vexin. 

## Biographie
Yves Le Coat de Kervéguen est le fils du riche industriel sucrier Robert Le Coat de Kerveguen (1875-1934), et l'arrière-petit-fils de l'esclavagiste et grand planteur créole de La Réunion, Gabriel Le Coat de Kerveguen.
« En septembre 1944, il a 19 ans quand il s’engage dans la 2e DB. Il combat dans les Ardennes et en Alsace. Dans les rigueurs de l’hiver 1944-45, il pilote successivement le Renault FT, le Light M3 mais surtout le fameux Sherman, le mastodonte des chars de guerre. »
Maire de la commune de Vigny (Val-d'Oise) pendant 54 ans il est également conseiller général du Val-d'Oise, réélu à plusieurs reprises.
Il est député, en remplacement de Michel Poniatowski nommé membre du gouvernement, entre 1973 et 1978.
Le 17 janvier 1975, il vote la loi dépénalisant l'avortement, dite « loi Veil ».